# MyKnowledgeQuest
MyKnowledgeQuest је софтвер за стварање базе знања на сајту на Вебу. Софтвер омогућава ауторима објављивање форматираних чланака, укључујући и додатке у облику фајлова. Омогућава менаџерима да одобре или одбаце чланке који би требало да буду објављени за крајње кориснике. Крајњи корисници могу претраживати базу знања на одређени број различитих начина. Особина му је и чаробњак који омогућава лаку инсталацију. Овај алат се може користити за ма који сајт на Вебу или унутаркомпанијског интранета.